# アリス・クーパー (バンド)
アリス・クーパー (Alice Cooper) は、1969年から1975年まで活動したアメリカ合衆国のロック・バンドである。アリス・クーパーことヴィンセント・ファーニアを擁して、アメリカのグラムロックの代表格として名を馳せた。

## 略歴

### デビューまで
1964年、アリゾナ州フェニックスの高校に在学していた16歳のファーニア（ボーカル）は、グレン・バクストン（ギター）やデニス・ダナウェイ（ベース・ギター）らとザ・イア―ウィグス（The Earwigs）を結成した。彼等は1965年の秋、スパイダーズと改名してシングルを2作発表し、1966年、マイケル・ブルース（ギター）を迎えた。
1967年3月、彼等はロサンゼルスに移り、4月にザ・ナッズ（The Nazz）と改名した。 9月にフェニックスから友人のニール・スミス（ドラムス）を呼び寄せてメンバーに迎え入れた後、同年にフィラデルフィアで結成されたナッズ（The NAZZ）との混同を避けるために、アリス・クーパーと改名した。

### ストレイト・レコード時代
1968年、ファーニア改めアリス・クーパー（ボーカル）、バクストン（リード・ギター）、ブルース（リズム・ギター）、ダナウェイ（ベース・ギター）、スミス（ドラムス）の5人編成で、フランク・ザッパがマネージャーのハーブ・コーエンと共同で設立したストレイト・レコードと契約を結んだ。1969年6月、サイケデリック・ロックの色調が強いデビュー・アルバム『プリティーズ・フォー・ユー』とシングル『リフレクテッド』を発表したが、売り上げは両方とも芳しくなかった。同年9月13日、トロント・ロックンロール・リバイバルに出演し、翌日の全国紙でクーパーがニワトリを噛みちぎってその血を聴衆に吹きかけたと報道された。
1970年、デヴィッド・ブリッグスをプロデューサーに迎えて『イージー・アクション』を発表。前作同様、商業的には失敗に終わった。同年公開された映画『ダイアリー・オブ・ア・マッド・ハウスワイフ』に端役で出演。本拠地をデトロイトに移した。
1971年、プロデューサーにボブ・エズリンとジャック・リチャードソンを迎えて『エイティーン』（Love It to Death）を発表。彼等はサイケデリック・ロックからストレートなロックへと路線を変更し始めた。シングル『エイティーン』はBillboard Hot 100で最高位21位を記録し、彼等初のヒット曲になった。

### ワーナー・ブラザーズ時代
同年、ワーナー・ブラザーズに移籍してエズリンのプロデュースで『キラー』を発表。Billboard 200で21位に達し、シングル『俺の回転花火』と『ビー・マイ・ラヴァー』はBillboard Hot 100でそれぞれ59位と49位を記録した。さらに1972年には初の全英アルバムチャート入りを果たして最高位27位を記録した。
1972年、アルバム『スクールズ・アウト』を発表。オリジナル・アナログ盤は紙製のパンティーに包まれて、学校の机を模して開閉できる変形ジャケットに入っていた。シングル『スクールズ・アウト』はBillboard Hot 100では7位に達して初の全米トップ10ヒットとなり、全英シングルチャートでは3週間にわたって1位を獲得。ドイツのシングル・チャートでは28週間にわたってチャート圏内に入り、最高5位を記録した。
1973年2月、アルバム『ビリオン・ダラー・ベイビーズ』を発表。Billboard 200と全英アルバムチャートで1位を獲得し、3月にはRIAAのゴールドディスクに認定された。シングル『ノー・モア・ミスター・ナイス・ガイ』はBillboard Hot 100で25位、全英シングルチャートで10位を記録した。グラムロック全盛期のイギリスで、彼等はアメリカのグラムロック・バンドとしては最も大きな成功を収めた。同年10月、『マッスル・オブ・ラヴ』発表。前々作と前作を単独でプロデュースしたエズリンに代えて、ジャック・ダグラスとジャック・リチャードソンを起用した。同アルバムはBillboard 200で10位を獲得した。
1974年、編集アルバム『グレイテスト・ヒッツ』を発表。1975年に解散した。

### 解散後
同年、クーパーはソロ活動を開始し、エズリンをプロデューサーに迎えて初のソロ・アルバム『悪夢へようこそ』を発表。
1997年、バクストン病没。享年49歳。
2011年、『ロックの殿堂』入り。式典には存命するメンバー全員が出席し、ロブ・ゾンビから表彰された。

## メンバー
- アリス・クーパー – ボーカル
- グレン・バクストン – リード・ギター※1997年死去。
- マイケル・ブルース – リズム・ギター
- デニス・ダナウェイ – ベース・ギター
- ニール・スミス – ドラムス

## ディスコグラフィ

### スタジオ・アルバム
- 『プリティーズ・フォー・ユー』 - Pretties For You (1969年)
- 『イージー・アクション』 - Easy Action (1970年)
- 『エイティーン』 - Love It To Death (1971年)
- 『キラー』 - Killer (1971年)
- 『スクールズ・アウト』 - School's Out (1972年)
- 『ビリオン・ダラー・ベイビーズ』 - Billion Dollar Babies (1973年)
- 『マッスル・オブ・ラヴ』 - Muscle of Love (1973年)

### ライブ・アルバム
- Live at the Whiskey a Go-Go, 1969[9] (1992年)

### 編集アルバム
- School Days: The Early Recordings (1973年)
- Greatest Hits (1974年)